# Corchorus reynoldsiae
Corchorus reynoldsiae là một loài thực vật có hoa trong họ Cẩm quỳ. Loài này được Halford mô tả khoa học đầu tiên năm 1995.